# イヴァン・ヴァルギッチ
イヴァン・ヴァルギッチ（Ivan Vargić、1987年3月15日  - ）は、クロアチア・ジャコヴォ出身のプロサッカー選手。クロアチア代表。FCコペル所属。ポジションは、ゴールキーパー。

## クラブ経歴

### オシエク
2005年にNKオシエクの下部組織に入団し、翌シーズンからトップチームに昇格。2クラブへのレンタルを経て2009年4月にトップチームデビューを果たした。

### リエカ
2013年2月5日、HNKリエカに4年半契約で移籍。2015–16シーズンに連続無失点時間およびクリーンシート数の二つのクラブ記録を更新。期間は2015年8月2日から2015年10月4日まで、プレー時間に直すと783分となりこれはリーグでも2番目の記録である。最終的なシーズン記録は32試合出場でわずか13失点だった。

### ラツィオ
2016年2月1日、SSラツィオに移籍金270万ユーロで移籍。なお6月30日までレンタルの形でリエカに残留した。

## 代表歴
2014年11月12日に行われたアルゼンチン代表との親善試合でロヴレ・カリニッチと交代し初キャップ。

## タイトル
ラツィオ
- スーペルコッパ・イタリアーナ 2017